# Torre del Complejo Cuzco
La torre del complejo ministerial de Cuzco es un edificio situado en Madrid (España). Es un ejemplo de arquitectura brutalista en España. Ha recibido varios nombres alusivos a los ministerios que ha ido albergando durante su historia (por ejemplo, Ministerio de Industria y Energía o Ministerio de Economía y Hacienda). En la actualidad, acoge a los ministerios de Economía, de Ciencia e Innovación y de Universidades.
Tiene 25 plantas con una altura total de 100 metros y se ubica en la zona norte del paseo de la Castellana, a la altura de la plaza de Cuzco. Es uno de los cinco edificios que componen el complejo ministerial de Cuzco (o simplemente Complejo Cuzco), que ocupa la manzana completa por las calles Doctor Fleming, Panamá, Alberto Alcocer y el paseo de la Castellana, que fue construido entre 1973 y 1980 bajo la dirección de Antonio Perpiñá.

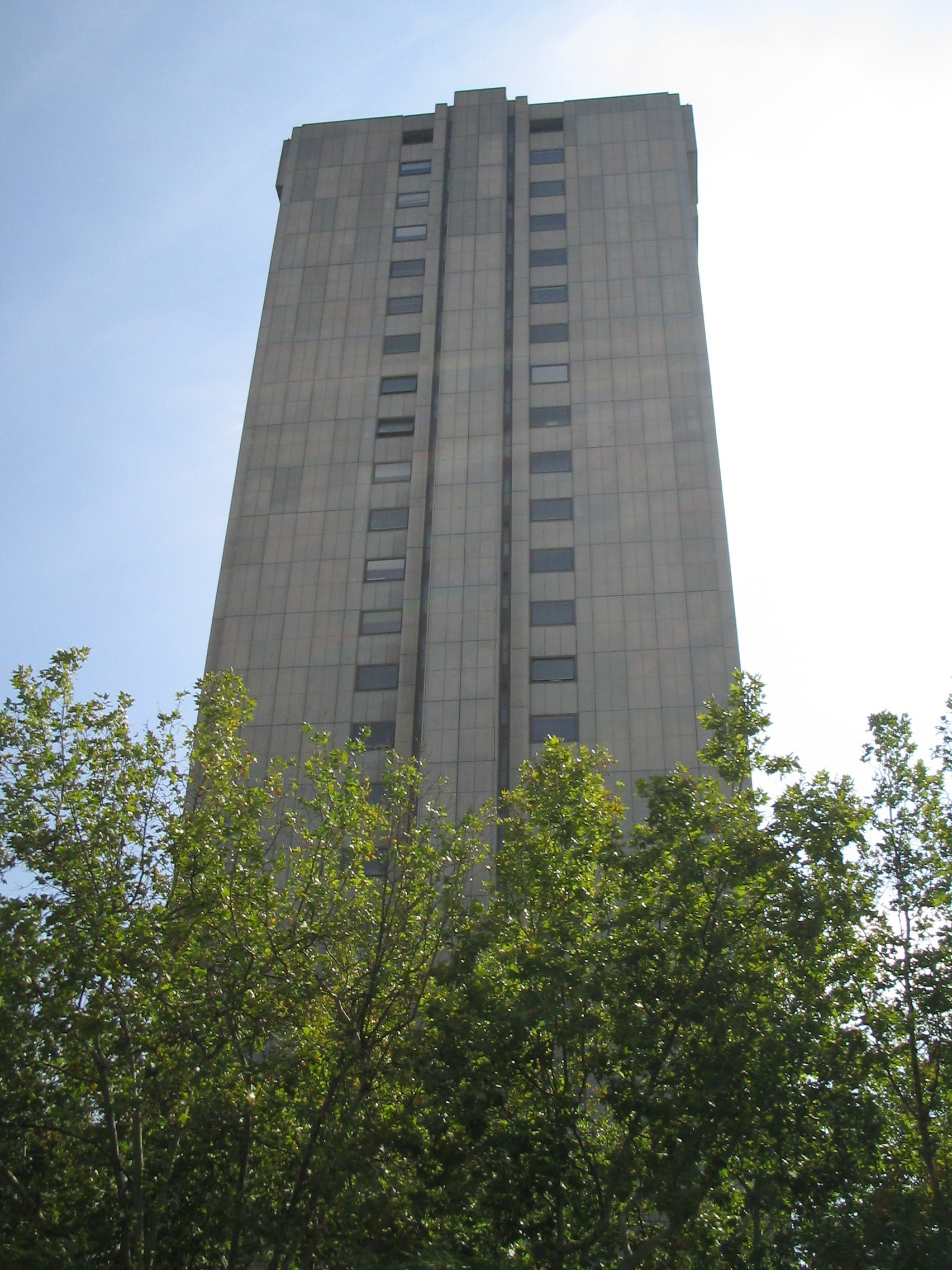
Lateral del edificio.

## Historia
Construido en 1973, fue en aquel momento el cuarto rascacielos más alto de la ciudad, después de la Torre de Madrid, el Edificio España y las Torres de Colón.[cita requerida] Unos meses después de su construcción descendió una posición al construirse el Edificio Windsor, 4 metros más alto, hoy demolido tras el incendio que sufrió en 2005. En 2011, tras la construcción de la Torre Titania, pasó a ser el decimocuarto rascacielos más alto de Madrid.